# アルベルト・ゴリス
アルベルト・ゴリス・エチャルテ（スペイン語: Alberto Górriz Echarte, 1958年2月16日 - ）は、スペイン・バスク州イルン出身のサッカー選手。ポジションは主にセンターバック。
ヘディングの強さが武器であり、たびたびセットプレーから得点を挙げた。レアル・ソシエダ一筋であり、約600試合に出場して4個のタイトルを獲得した。スペイン代表としてはイタリアワールドカップに出場した。

## 経歴
バスク地方のギプスコア県イルンに生まれた。レアル・ソシエダの下部組織出身であり、1979年4月8日のラージョ・バジェカーノ戦でデビューした。3シーズン目の1980-81シーズンにはプリメーラ・ディビシオンで優勝し、1981-82シーズンにはリーグ連覇を達成。1982年にはスーペルコパ・デ・エスパーニャで優勝し、1986-87シーズンにはコパ・デル・レイでも優勝している。やはりレアル・ソシエダ一筋だったアグスティン・ガハテとセンターバックのパートナーを組んでいる。1992-93シーズン終了後に引退した。プリメーラ・ディビシオンでは461試合に出場し、公式戦通算ではクラブ最多の599試合に出場している。ゴリスの引退と同時にエスタディオ・デ・アトーチャも閉場し、翌シーズンにはエスタディオ・アノエタに移転した。
すでに30歳を迎えていた1988年11月16日、セビリアで開催されたイタリアワールドカップ・予選のアイルランド共和国戦でスペイン代表デビューした。イタリアワールドカップ本大会にも出場し、ベルギー戦ではミチェルが蹴ったフリーキックに頭で合わせて得点した。スペイン代表としては12試合に出場している。

## タイトル
- プリメーラ・ディビシオン: 1980–81, 1981–82
- コパ・デル・レイ: 1986–87
- スーペルコパ・デ・エスパーニャ: 1982